# Mycalesis kochi
Mycalesis kochi är en fjärilsart som beskrevs av Karl Grünberg 1910. Mycalesis kochi ingår i släktet Mycalesis och familjen praktfjärilar. Inga underarter finns listade i Catalogue of Life.